# 封汝弼
封汝弼（1856年—1888年），字辅迁，雲南省普洱府思茅廳（今翠云区）人，清朝政治人物。同進士出身。

## 生平
光緒元年（1875年）乙亥科举人。光绪二年（1876年），參加丙子恩科會試，得貢士第275名。殿試登進士3甲第128名。同年五月（6月3日），經吏部掣簽，授即用知縣。授甘肃金县知县。任内勤政为民。光绪十四年（1888年）卒于任。